# Parque nacional La Malinche
El Parque nacional La Malinche es un parque nacional ubicado en los estados de Tlaxcala y Puebla en el centro de México. El parque se encuentra a 151 km al este de la Ciudad de México, a 43 km de la Ciudad de Tlaxcala y a 73 km de Ciudad de Puebla.
Fue declarado parque nacional el 6 de octubre de 1938, con un área protegida de 45,711 hectáreas. La mayor parte de esta superficie está cubierta por bosques de coníferas, en donde habitan más de 100 especies de mamíferos, aves y reptiles, de las cuales 16 son endémicas del Eje Neovolcánico, existen 6 especies de pinos y 120 de plantas.
Forma parte de la cuenca hidrográfica del Río Atoyac-Zahuapan. El volcán es sumamente importante en el abastecimiento de agua para la región, ya que aporta volúmenes considerables a las corrientes subterráneas, gracias a la cual subsiste la actividad agropecuaria. Este parque protege afluentes que alimentan al Río Zahuapan y Atoyolca, así como a la Presa de Valsequillo.
Presenta una sola corriente permanente, denominada Río Barranca de la Malinche, la cual se origina en el lado Este de la montaña, atravesando el municipio de Trinidad Sánchez. Las demás corrientes son temporales: El Río Apizaco, al Noroeste; el Río San Juan, al Oeste; el Río Barranca Seca; el Río Barranca de la Soledad y el Río Barranca Hejotitla, al Suroeste.
El parque presenta un rango altitudinal de 2,400 a 4,461 metros sobre el nivel del mar. Esta prominencia es resultado de la intensa actividad volcánica que formó el eje neovolcánico y su forma íntegra es un cono ligeramente alargado en su base. Su conformación se asemeja a una mujer encorvada, la distribución de los pinares en la parte baja, aparenta una falda.
Su cima tiene forma de cresta dentada con varios picos y su falda es muy amplia; la parte más alta se cubre de nieve en invierno y sus laderas se hallan surcadas de profundas barrancas que radian de su cima, las cuales están cubiertas en parte por coníferas y tierra de cultivo. Cuenta con varios conos secundarios que se encuentran situados al pie del volcán, entre ellos se encuentran el monte Cuatlapanga, El Oclayo, el cerro Xaltonalli o Antonio, El Filete y el Pico Tlachichihuatzi.
Se han documentado cientos de especies de mamíferos, aves, peces, reptiles y anfibios que habitan en el parque, entre las cuales se incluyen; Tlacuaches, Armadillos, Tuzas, Linces, Mapaches, Chupaflor canelo, Zumbador mexicano, Chipe rojo, Zorzal mexicano, Murciélago mula, Vencejo nuca blanca, Mirlo pinto, Cacomixtle, etc. Varias de ellas están en peligro o amenazadas.

## Biodiversidad
De acuerdo al Sistema Nacional de Información sobre Biodiversidad de la Comisión Nacional para el Conocimiento y Uso de la Biodiversidad (CONABIO) en el Parque Nacional La Montaña Malinche o Matlalcuéyatl habitan más de 920 especies de plantas y animales de las cuales 40 se encuentra dentro de alguna categoría de riesgo de la Norma Oficial Mexicana NOM-059  y 52 son exóticas,

### Aspecto físico

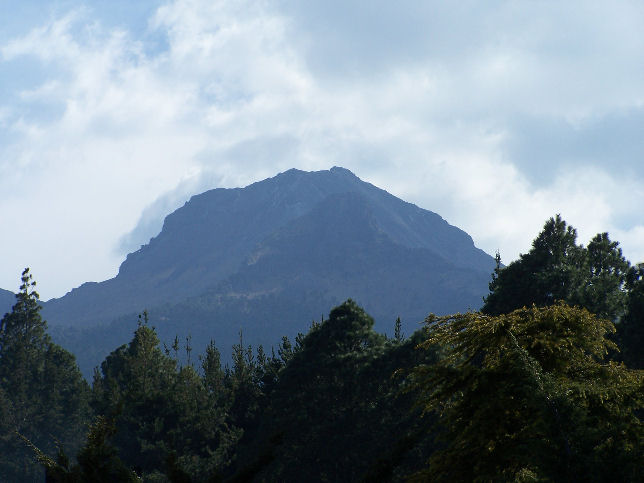
El volcán La Malinche—Matlalcuéitl en el parque.

Desde el punto de vista geomorfológico, se trata de un cono volcánico perfectamente aislado; por el occidente ofrece un perfil uniforme y majestuoso con su diadema de rocas y sus picachos secundarios: La Tetilla y El Xaltonale; por el rumbo oriental se encuentra la cañada de la Concha, que llega hasta el corazón de la montaña y que parece ser un vestigio del verdadero cráter. Partiendo desde la cumbre hasta la cota 4,000 metros sobre el nivel del mar se encuentra una transición en la formación geológica constituida por el depósito de cenizas volcánicas, en los tamaños lapilli y puzolana, que termina pendiente abajo con formaciones de arena y con el inicio de una vegetación pratícola, aquí se inician cinco grandes torrenteras: Pilares al Este, La Hionda al Suroeste, Briones al Oeste, Chiautempan al NW, El Tesoro al NW (SARH).
Los sedimentos volcánicos andesíticos ricos en anfibolita de la Malinche se componen de ceniza gris obscuro, pómez, sedimentos de polvo café amarillento, así como detritus de material orgánico y material de morrenas de color gris y violeta, el contenido molecular es de 90 a 95% de oxianfibolita, hipertenso augipita diopsídica, biotita, circonio, apatita, más o menos olivino, titanita y cuarzo; en relación con los minerales pesados, contienen de 40 a 50% de minerales opacos. La capa de pómez rojo, sirve como horizonte guía en la fase de erupción más joven. Los productos efusivos del volcán de la Malinche y sus componentes ricos en óxido de silicio como dacita y leucocuarzandesita; la mayor parte del cuerpo de la Malinche está formado por rocas volcánicas terciarias bajo tobas (Ibid).

En el parque nacional Malinche se encuentran presentes varios tipos de suelos; en la parte superior, entre 4,500 y 4,300 metros sobre el nivel del mar se encuentra una zona de Litosoles eútricos y dístricos, consistentes en rocas volcánicas coherentes, arena muy pedregosa y algo de tobas volcánicas. De los 4,300 a los 3,900 metros sobre el nivel del mar se encuentran los Regosoles dístricos consistentes en corrientes de ceniza, arena limosa y material gravoso y pedregoso, generalmente se encuentra cubierto por pastizal; se pueden encontrar con Litosoles y Andosoles. De los 3,900 a los 3,200 metros sobre el nivel del mar se encuentra la zona boscosa asentada sobre Andosoles húmicos y vítricos, consistentes en cenizas andesíticas, ricas en alofanos, con contenidos altos a regulares de materia orgánica. A estos, sigue una zona de Andosoles vítricos y ócricos en donde comienzan los terrenos de cultivo, más o menos a 2,800 metros sobre el nivel del mar, en los que aparecen Regosoles eútricos y Fluvisoles arenosos, migajón limoso o migajones areno limosos.

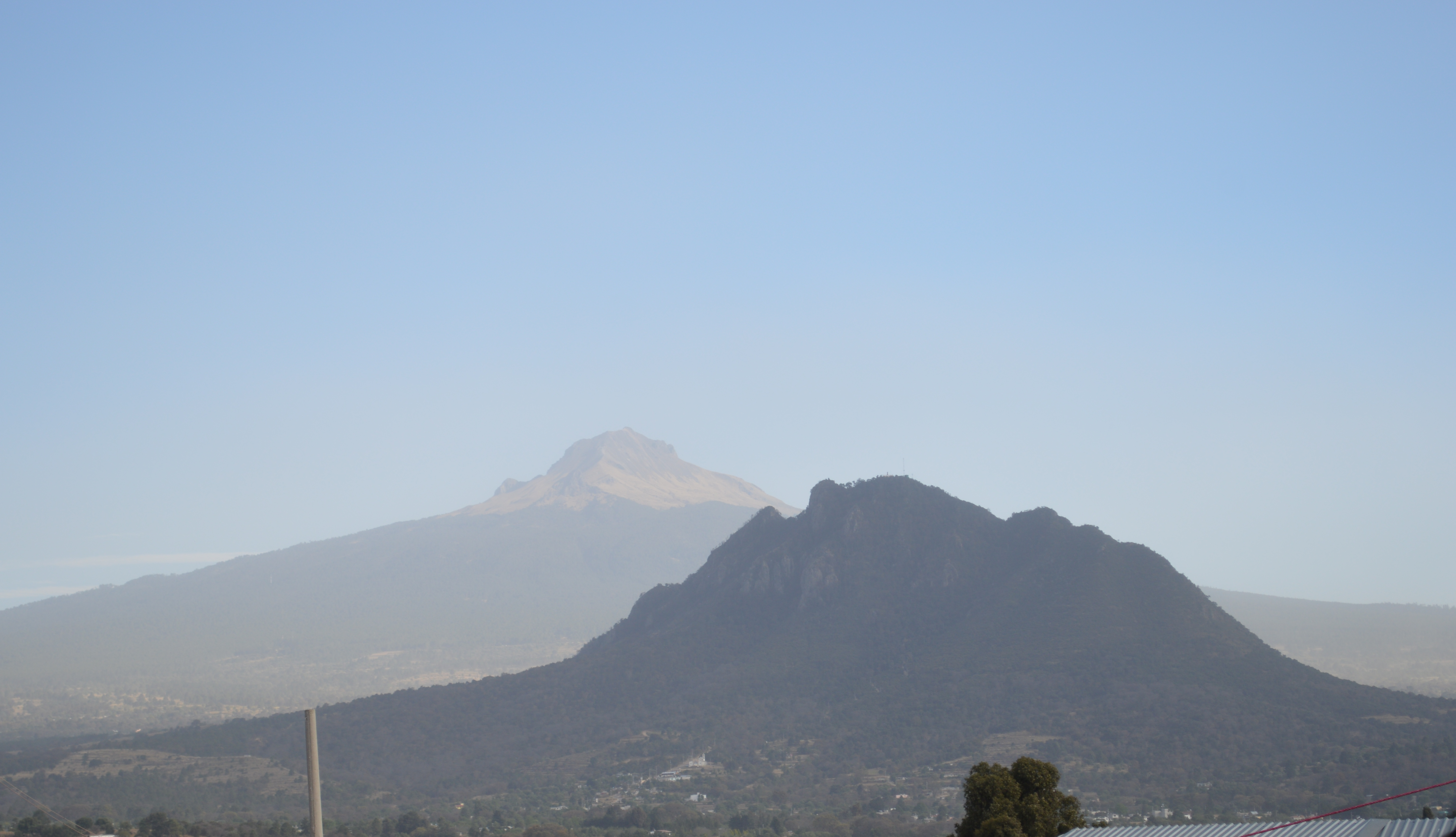
La Malintzin y el Cerro Cuatlapanga.

### Zacatonal
Comprende áreas ubicadas arriba de 4,000 metros sobre el nivel del mar y hasta los 4,500; sus componentes característicos son Calamagrostis tolucensis y Festuca tolucensis hasta los 4,300 m s. n. m.; a más altitud son sustituidas por Festuca livida y Arenaria bryoides que llegan hasta los 4,500 metros sobre el nivel del mar.

### Bosque de alta montaña
Se encuentra aproximadamente entre 3,200 y 4,000 metros sobre el nivel del mar, está constituido por Pinus hartwegii; se mezcla en las partes bajas, especialmente en las barrancas con oyamel (Abies religiosa), en otras áreas bajas con cedro (Cupressus lindleyi); la vegetación herbácea de este bosque la constituye el zacate Festuca tolucensis.

### Bosque de oyamel
El principal componente de este tipo de vegetación es el oyamel (Abies religiosa); se encuentra en altitudes que van de 2,800 a 3,200 metros sobre el nivel del mar, aunque llega alcanzar la cota de 3500; dependiendo de altitudes y exposiciones, dentro de este bosque se pueden encontrar: Pinus hartwegii, P. montezumae, Cupressus lindleyi y Alnus.

### Bosque de pino-encino
Se distribuye a una altitud que varía entre 2,600 y 2,850 metros sobre el nivel del mar en las partes bajas suele dominar el encino y en las altas los pinos, en la parte media se encuentran mezclas en proporciones variables; las especies representativas son Pinus leiophylla, P. montezumae, P. pseudostrobus, P. patula y P ayacahuite; las latifoliadas más frecuentes son los encinos Quercus sp. de dos tipos, uno perennifolio y otro caducifolio.

### Áreas de táscate
Se extiende en las partes medianas y bajas del parque, ocupando áreas de gran amplitud, las especies representativas son: Juniperus deppeana y J. d. var. robusta.

### Pastizal

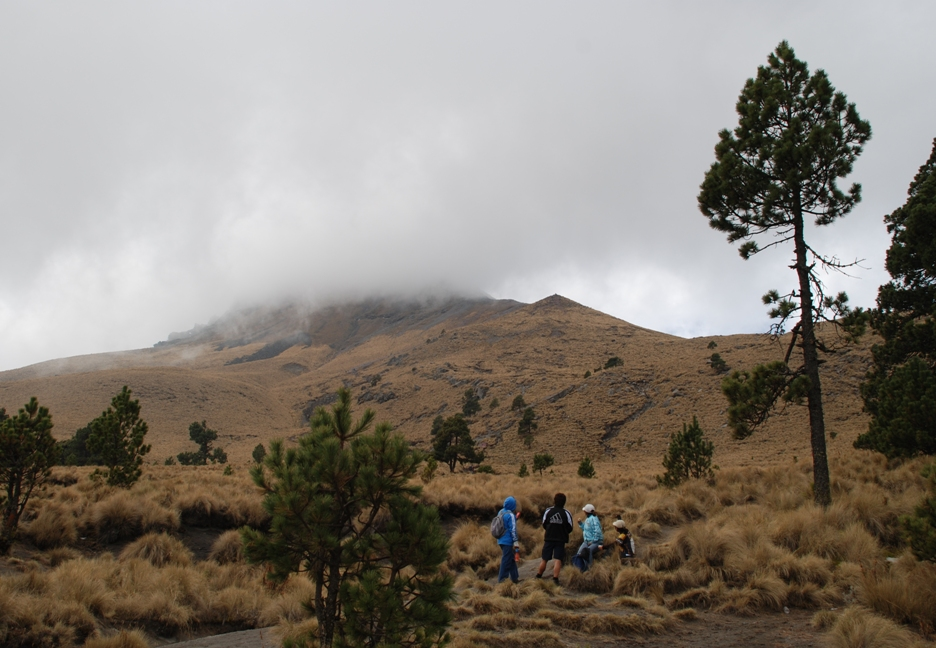
Pastizales en el Volcán.

Son de tipo inducido, las especies más representativas son Bouteloua gracilis, Muhlembergia porteri e Hilaria cenchroides.
Se encontró un bosque con una baja densidad de árboles en pie (menos de 400 árboles por hectárea de todas las tallas y edades), una alta densidad de tocones (poco más de 100 por hectárea) y una gran cantidad (no cuantificada) de árboles dañados para facilitar futuros cortes. Otros signos de alteración incluyen un significativo número de arbustos y mucho pasto. Los muestreos fueron realizados en las orillas de los caminos principales.
Los resultados preliminares del consumo leñero, nos indican que este factor no es importante en la reducción de la superficie arbolada, pues existe una regeneración natural muy alta de varios miles de plántulas y árboles jóvenes por hectárea, que cortados para leña bastarían para sostener la demanda calculada; no obstante, sumados los efectos del fuego, la agricultura, la tala en tallas muy pequeñas reduce la proporción de reproductores- y, posiblemente, el sobrepastoreo, es posible que sobrepase a la productividad forestal.
Se encontraron un total de cinco especies de anfibios y 11 de reptiles, 77 especies de aves y 27 de mamíferos. De la lista son de gran importancia 15 especies endémicas. Dos anfibios: las salamandras Pseudoeutycea gadovii y P. leprosa. Ocho reptiles: cinco saurios Phrynosoma orbiculare cortezii, Sceloporus grammicus microlepidotus, S. a. aeneus, Eumeces brevirostris, Barisia i. imbricata; tres serpientes Crotalus t. triseriatus, Sistrurus ravus, Thamnophis scalaris scaliger. Tres aves: el chepito serrano Catharus occidentalis, el chipe orejas de plata Ergaticus ruber, el zorzal rayado Oriturus superciliosus. Tres mamíferos: musaraña Sorex oreopolus, el ratón de los volcanes Neotomodon alstoni, el conejo serrano Sylvillagus cunicularius. Merecen especial atención: la codorniz pintal Cyrtonyx montezumae, el tejón Nasua nasua, el lince o gato montés Lynx rufus por ser especies amenazadas que hay que proteger.

## Volcán
El volcán La Malinche—Matlalcuéitl, parte del Eje Neovolcánico, está dentro del parque. El volcán tiene una altitud de 4.462 metros sobre el nivel del mar. Es usado frecuentemente por montañeros para entrenamiento y aclimatación a la altitud antes de escalar los volcanes más altos de la región.
La pendiente del volcán es suave en su parte boscosa, pero se torna empinada y técnica al llegar a la parte rocosa de la cumbre. Para ir a cumbre es necesario contar con botas, casco y guías de montaña. Su cercanía a la Ciudad de México le hace un destino popular de fin de semana. El "Centro Vacacional IMSS La Malintzi" en el volcán tiene 40 cabañas, una área de acampada y algunas instalaciones recreativas.